# سی و پنجمین جشنواره جهانی فیلم فجر
سی و پنجمین جشنوارهٔ جهانی فیلم فجر از ۱ تا ۷ اردیبهشت ۱۳۹۶ در شهر تهران برگزار شد. دبیر جشنواره رضا میرکریمی بود و سیمرغ زرین بهترین فیلم به ائو (خانه) اثر اصغر یوسفی‌نژاد تعلق گرفت. پردیس چارسو کاخ جشنواره و سینماهای فلسطین و فرهنگ دیگر سینماهای نمایش‌دهندهٔ فیلم‌های جشنواره بودند.

## هیئت داوران
اسامی هیئت داوران بخش‌های مختلف جشنواره به این شرح است:

### سینمای سعادت
- فلورین گالن‌برگر، کارگردان و فیلمنامه‌نویس آلمانی
- جسیکا وودورث، فیلمنامه‌نویس و تهیه‌کنندهٔ آمریکایی
- لخ مایفسکی، شاعر، نقاش، نویسنده و کارگردان لهستانی
- میکو هارادا، بازیگر ژاپنی
- اوبرتو پازولینی، کارگردان و تهیه‌کنندهٔ ایتالیایی
- فاطمه معتمدآریا، بازیگر ایرانی
- رسول صدرعاملی، کارگردان و فیلمنامه‌نویس ایرانی

### جلوه‌گاه شرق
- نجیب عیاد، تهیه‌کنندهٔ تونسی
- دارژان امیربایف، کارگردان و فیلمنامه‌نویس قزاقستانی
- حمیدا عمرووا، بازیگر آذربایجانی
- زکی دمیرکوبوز، کارگردان و فیلمنامه‌نویس ترکیه‌ای
- زکی دمیرکوبوز، کارگردان و تهیه‌کنندهٔ ترکیه‌ای
- کمال تبریزی، کارگردان و فیلمنامه‌نویس ایرانی

### بین‌المذاهب
- میخاو لوگان، تهیه‌کنندهٔ لهستانی
- کاتیا مالاتستا، روزنامه‌نگار و مدیر هنری ایتالیایی
- حجت‌الله ایوبی، مدیر فرهنگی ایرانی

### نت‌پک
- رولاندو تولنتینو، مدرس دانشگاه
- آن دمی گروئه، برنامه‌ریز سینمایی
- هوشنگ گلمکانی، منتقد فیلم و روزنامه‌نگار ایرانی

## فیلم‌ها
فیلم‌های زیر در بخش‌های اصلی جشنواره حضور داشتند:

### سینمای سعادت
| عنوان                     | عنوان اصلی یا انگلیسی               | کارگردان(ها)                   | کشور            |
| ------------------------- | ----------------------------------- | ------------------------------ | --------------- |
| آقای بی‌دردسر              | 不成问题的问题                      | فنگ می                         | چین، فرانسه     |
| ایوان                     | Иван                                | آلیونا داویدوا                 | روسیه           |
| بال‌های پدرم               | Babamın Kanatları                   | کیوانچ سزر                     | ترکیه           |
| پاریس سفید                | Paris la blanche                    | لیدیا ترکی                     | فرانسه          |
| پایان رؤیاها              | پایان رؤیاها                        | محمدعلی طالبی                  | ایران           |
| تبعیدی                    | Pelnu sanatorija                    | داویس سیمانیس                  | لتونی           |
| ائو                       | ائو                                 | اصغر یوسفی‌نژاد                 | ایران           |
| سوفیچکا                   | Софичка                             | کی‌را کوالینکو                  | روسیه           |
| شب دراز فرانسیسکو سانکتیس | La larga noche de Francisco Sanctis | آندریا تستا، فرانسیسکو مارکز   | آرژانتین        |
| کواترتندتا                | Quatretondeta                       | پل رودریگز                     | اسپانیا، فرانسه |
| کوری                      | Zaćma                               | ریشارد بوگایسکی                | لهستان          |
| افتخار                    | Слава                               | کریستینا گروزوا، پیتر والچانوف | بلغارستان       |
| گناهکاران                 | Pariente                            | ایوان دی گائونا                | کلمبیا          |
| مادر                      | Athirah                             | ریری رضا                       | اندونزی         |
| نگار                      | نگار                                | رامبد جوان                     | ایران           |

### جلوه‌گاه شرق
| عنوان          | عنوان اصلی یا انگلیسی | کارگردان(ها)                   | کشور                             |
| -------------- | --------------------- | ------------------------------ | -------------------------------- |
| آپاندیس        | آپاندیس               | حسین نمازی                     | ایران                            |
| بازآمده        | Оралман               | ثابت کورمانبکف                 | قزاقستان                         |
| بذرافشان       | The Sower             | یوسوکه تاکیوچی                 | ژاپن                             |
| برگ جان        | برگ جان               | ابراهیم مختاری                 | ایران                            |
| بی‌نام و نشان   | অজ্ঞাতনামা                | تأغیر احمد                     | بنگلادش                          |
| پیهو           | Pihu                  | وینود کاپری                    | هند                              |
| چاقو در آب پاک | 清水里的刀子          | وانگ ژوبو                      | هنگ کنگ                          |
| خانه دیگران    | სხვისი სახლი          | راسودان گلورجیدز               | گرجستان، اسپانیا، کرواسی، روسیه  |
| خانه کاغذی     | خانه کاغذی            | مهدی صباغ‌زاده                  | ایران                            |
| رئوف           | Rauf                  | باریش کایا، سونر جانر          | ترکیه                            |
| کارآموز        | Apprentice            | بو جونفنگ                      | سنگاپور، آلمان، فرانسه، هنگ کنگ  |
| گرگ و گوسفند   | گرگ و گوسفند          | شهربانو سادات                  | افغانستان، دانمارک، فرانسه، سوئد |
| مادر           | The Mother            | اردینتستسیگ بازاراگچا          | مغولستان                         |
| میز            | 더 테이블             | کیم جونگ کوآن                  | کره جنوبی                        |
| وصیت پدر       | Атанын керээзи        | باقیت موکول و دستان ژاپار اولو | قرقیزستان                        |

### جام جهان‌نما
| عنوان                   | عنوان اصلی یا انگلیسی                  | کارگردان(ها)               | کشور                    |
| ----------------------- | -------------------------------------- | -------------------------- | ----------------------- |
| ۱۵۰ میلی‌گرم             | La Fille de Brest                      | امانوئل برکو               | فرانسه                  |
| آتش‌افروز                | Pyromanen                              | اریک اسکولدبرگ             | نروژ                    |
| آموزگار                 | Učiteľka                               | یان ژبیک                   | جمهوری چک               |
| آنیشوارا                | Anishoara                              | آنا فیلیسیا اسکوتانیکو     | آلمان، مولداوی          |
| اعترافات                | Le confessioni                         | روبرتو آندو                | ایتالیا                 |
| انتقاد از خود سگ بورژوا | Selbstkritik eines bürgerlichen Hundes | جولیان ردلمایر             | آلمان                   |
| باد سیاه                | ڕه‌شه‌با                                 | حسین حسن                   | عراق، آلمان، قطر        |
| پادشاه بلژیکی‌ها         | King of the Belgians                   | پیتر بروزنس و جسیکا وودورث | بلژیک، هلند و بلغارستان |
| چوپان                   | El pastor                              | جاناتان سنزوال برلی        | اسپانیا                 |
| در آخرین روزهای شهر     | آخر أيام المدينة                       | تامر السعید                | مصر                     |
| درود از فوکوشیما        | Grüße aus Fukushima                    | دوریس دوریه                | آلمان                   |
| سرزمین‌های هرز           | Tierra Yerma                           | میریام هرد                 | شیلی، فرانسه، انگلستان  |
| سرمای قلندر             | Kalandar Soğuğu                        | مصطفی کارا                 | ترکیه                   |
| شهروند برجسته           | El ciudadano ilustre                   | گاستون دوپرا، ماریانو کان  | آرژانتین، اسپانیا       |
| شیر                     | Lion                                   | گرت دیویس                  | استرالیا                |

## جوایز
مراسم اختتامیهٔ جشنواره در ۷ اردیبهشت ۱۳۹۶ با معرفی برندگان در تالار وحدت انجام شد. اشکان خطیبی مجری اختتامیهٔ بود. فهرست برگزیدگان جشنواره به این شرح است:

### سینمای سعادت
- سیمرغ زرین بهترین فیلم: ائو اثر اصغر یوسفی‌نژاد
- سیمرغ سیمین جایزهٔ ویژهٔ هیئت داوران برای بهترین دستاورد هنری: جین‌جینگ ژو برای فیلم‌برداری و وانگ تو برای کارگردانی آقای بی‌دردسر
- سیمرغ سیمین بهترین کارگردانی: ایوان دی گائونا برای گناهکاران
- سیمرغ سیمین بهترین فیلمنامه: اصغر یوسفی‌نژاد برای ائو
- سیمرغ سیمین بهترین بازیگر زن: مارگیتا گوشوا برای گلوری
- سیمرغ سیمین بهترین بازیگر مرد: استفان دنولیوبوف برای گلوری
- سیمرغ سیمین بهترین فیلم کوتاه: آگهی فروش اثر قصیده گلمکانی

### جلوه‌گاه شرق
- تندیس بهترین فیلم بلند آسیایی: بازآمده اثر ثابت کورمانبکف
- تندیس بهترین کارگردان آسیایی: شهربانو سادات برای گرگ و بره
- تندیس بهترین فیلم کوتاه آسیایی: هنوز نه اثر آرین وزیر دفتری

### جایزهٔ نت‌پک
- ائو اثر اصغر یوسفی‌نژاد

### جایزهٔ محمد امین
- مظفر حسین‌خانی برای بابایی

### جایزهٔ بین‌المذاهب
- وانگ ژابو برای چاقو در آب پاک